# 杰米·斯塔夫
杰米·斯塔夫，MBE（Jamie Staff，1973年4月30日—）生于肯特郡阿什福德，是一名英国男子自行车运动员。他曾参加2004年和2008年两届奥运，其中在2008年获得场地自行车团体竞速赛冠军。